# Elecciones estatales de 2012 de Yucatán

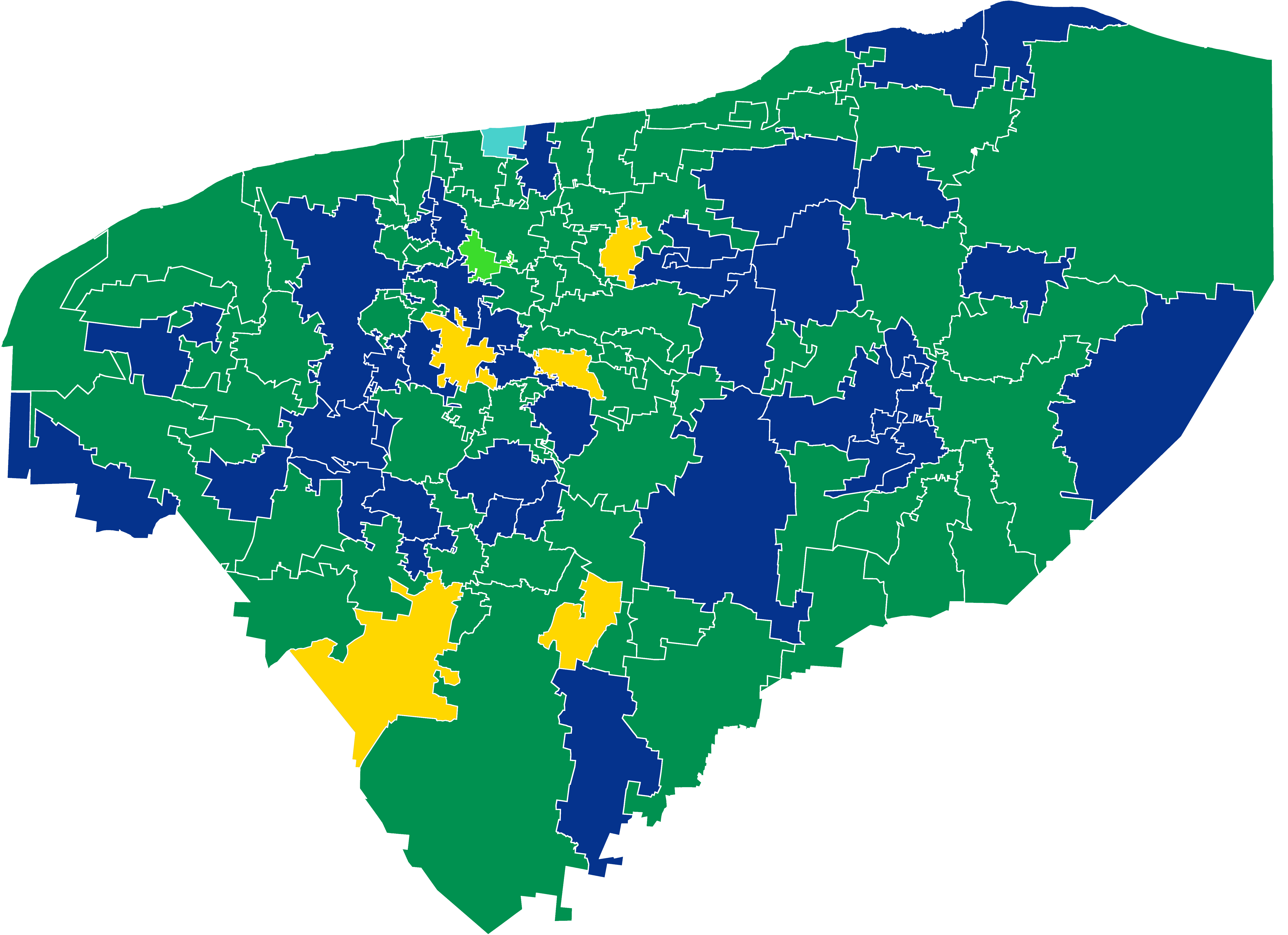
Distribución de las ayuntamientos por partido:
PRI
PAN
PRD
Nueva Alianza
PVEM

Las Elecciones estatales de Yucatán de 2012 se efectuaron el domingo 1 de julio de 2012, simultáneamente con las elecciones presidenciales, y en ellas se renovaron los titulares de los siguientes cargos en el estado mexicano de Yucatán:
- Gobernador de Yucatán. Titular del Poder Ejecutivo del estado, electo para un periodo de seis años no reelegibles en ningún caso, el candidato electo fue Rolando Zapata Bello.
- 106 Ayuntamientos o Comunas: Formados por Regidores de mayoría relativa y de representación proporcional, siendo el primer regidor de mayoría electo como Presidente Municipal y el segundo regidor como Síndico;[2] todos electos por un periodo de tres años no reelegibles para el periodo inmediato. El número de regidores los establece la constitución de acuerdo a la población del municipio.[3]
- 25 Diputados al Congreso del Estado: 15 diputados electos por mayoría relativa elegidos en cada uno de los distritos electorales del estado y 10 diputados por el principio de representación proporcional.

## Candidatos

### Gubernatura
|  | 50.81 % |

|  | 41.07 % |

|  | 5.38 % |

|  | 0.86 % |

|  | 0.03 % |

|  | 1.81 % |

|  | 100.00 % |

### Alcaldía de Mérida
|  | 47.70 % |

|  | 43.36 % |

|  | 3.68 % |

|  | 0.77 % |

|  | 0.66 % |

|  | 1.14 % |

|  | 0.05 % |

|  | 2.60 % |

|  | 100.00 % |

## Elecciones internas de los partidos políticos

### Partido Acción Nacional
El 5 de febrero de 2012 se realizó la elección del candidato a la gubernatura por el PAN, en la cual resultó elegido Joaquín Díaz Mena al recibir 17 021 votos, frente a 14 678 de Sofía Castro Romero.

### Partido Revolucionario Institucional
El 14 de diciembre de 2011 se anunció la postulación como candidato de unidad a Rolando Zapata Bello, ante la declinación en su favor de los restantes aspirantes Angélica Araujo Lara, Felipe Cervera Hernández, Jorge Carlos Ramírez Marín y Cleominio Zoreda Novelo.
| Predecesor: Elecciones estatales de Yucatán de 2010 | Elecciones estatales de Yucatán 2012 | Sucesor: Elecciones estatales de Yucatán de 2015 |